# Cortesie per gli ospiti (programma televisivo)
Cortesie per gli ospiti è un game show italiano in onda su Real Time dal 2005.

## Il programma
In ogni puntata due coppie si sfidano offrendo ciascuno un pranzo o una cena ai tre giudici e alla coppia rivale. I tre conduttori giudicano poi i vari aspetti della serata, ognuno nel suo campo specifico: di solito l'arredamento della casa, il modo di apparecchiare la tavola e di intrattenere gli ospiti e le portate. Alla fine la coppia che ha ricevuto la più alta somma dei punteggi dei giudici vince la puntata. 
Nel 2010 il programma è stato registrato a New York, con concorrenti italiani che vi si sono trasferiti.
Nelle varie edizioni sono cambiati i giudici e anche gli ambiti in cui ciascuno doveva votare la propria specialità.

## Format
Due concorrenti all'inizio si presentano prendendo come spunto tre oggetti che li contraddistinguono e successivamente introducono una persona che li aiuterà nella prova. Scelto un tema alla serata, essi si dedicano all'acquisto del necessario e alla preparazione delle quattro portate (aperitivo, primo, secondo e dolce) e alla riuscita della serata. Durante la cena i concorrenti parlano di sé ai giudici e ai loro avversari. Dopo la cena possono fare un regalo agli ospiti.
Dopo entrambe le cene i concorrenti verranno valutati in base a tre criteri:
- Come hanno arredato l'interno della loro casa
- Per il loro modo di allestire la tavola (mise en place) e intrattenere gli ospiti durante la serata
- Per il cibo servito

## Giudici
| Giudice             | Edizioni | Edizioni | Edizioni | Edizioni | Edizioni | Edizioni | Edizioni | Edizioni | Edizioni | Edizioni | Edizioni | Edizioni | Edizioni | Edizioni | Edizioni | Edizioni | Edizioni | Edizioni | Edizioni | Edizioni | Edizioni | Edizioni totali |
| Giudice             | 1        | 2        | 3        | 4        | 5        | 6        | 7        | 8        | 9        | 10       | 11       | 12       | 13       | 14       | 15       | 16       | 17       | 18       | 19       | 20       | 21       | Edizioni totali |
| ------------------- | -------- | -------- | -------- | -------- | -------- | -------- | -------- | -------- | -------- | -------- | -------- | -------- | -------- | -------- | -------- | -------- | -------- | -------- | -------- | -------- | -------- | --------------- |
| Roberto Ruspoli     |          |          |          |          |          |          |          |          |          |          |          |          |          |          |          |          |          |          |          |          |          | 7               |
| Alessandro Borghese |          |          |          |          |          |          |          |          |          |          |          |          |          |          |          |          |          |          |          |          |          | 8               |
| Chiara Tonelli      |          |          |          |          |          |          |          |          |          |          |          |          |          |          |          |          |          |          |          |          |          | 7               |
| Marina Sagona       |          |          |          |          |          |          |          |          |          |          |          |          |          |          |          |          |          |          |          |          |          | 1               |
| Riccardo Vannetti   |          |          |          |          |          |          |          |          |          |          |          |          |          |          |          |          |          |          |          |          |          | 1               |
| Csaba dalla Zorza   |          |          |          |          |          |          |          |          |          |          |          |          |          |          |          |          |          |          |          |          |          | 13              |
| Roberto Valbuzzi    |          |          |          |          |          |          |          |          |          |          |          |          |          |          |          |          |          |          |          |          |          | 13              |
| Diego Thomas        |          |          |          |          |          |          |          |          |          |          |          |          |          |          |          |          |          |          |          |          |          | 7               |
| Luca Calvani        |          |          |          |          |          |          |          |          |          |          |          |          |          |          |          |          |          |          |          |          |          | 4               |
| Tommaso Zorzi       |          |          |          |          |          |          |          |          |          |          |          |          |          |          |          |          |          |          |          |          |          | 2               |

- Alessandro Borghese (2005-2012), cuoco e conduttore televisivo, ha fatto parte del programma fino all'ottava edizione, quando lascia Real Time per Sky.[2][3]
- Chiara Tonelli (2005-2009; 2011-2012), interior designer, ha fatto parte del programma fin dalla prima edizione. Non ha preso parte alla sesta edizione, girata a New York.[4]
- Roberto Ruspoli (2005-2011), conduttore e pittore, ha fatto parte per programma fino alla settima edizione[5]. Dal 26 febbraio 2013 al 15 aprile 2014 ha condotto, sempre su Real Time, il programma Fuori menù.
- Marina Sagona (2010), illustratrice italiana trasferitasi a New York, sostituisce Chiara Tonelli in Cortesie per gli ospiti New York per la sesta edizione[4].
- Riccardo Vannetti (2012), lifestyler, prende il posto di Roberto Ruspoli nell'ottava edizione.[6]
- Roberto Valbuzzi (dal 2018), cuoco e personaggio televisivo.[7]
- Csaba dalla Zorza (dal 2018), scrittrice, giudice televisivo, conduttrice di rubriche radiofoniche ed esperta di lifestyle e galateo.[8]
- Diego Thomas (2018-2021), architetto e furniture designer.[9]
- Luca Calvani (2022-2023), attore e conduttore televisivo italiano. Esperto di design.
- Tommaso Zorzi (dal 2024), influencer e personaggio televisivo.

## Edizioni
| Edizione | Titolo del programma               | Narrazione        | Periodo           | Periodo           | Episodi | Giudici             | Giudici           | Giudici                      | Rete      |
| Edizione | Titolo del programma               | Narrazione        | Inizio            | Fine              | Episodi | Cibo                | Lifestyle         | Interior Design / Home Style | Rete      |
| -------- | ---------------------------------- | ----------------- | ----------------- | ----------------- | ------- | ------------------- | ----------------- | ---------------------------- | --------- |
| 1ª       | Cortesie per gli ospiti            | Francesco Cavuoto | 2005              | 2005              | 16      | Alessandro Borghese | Roberto Ruspoli   | Chiara Tonelli               | Real Time |
| 2ª       | Cortesie per gli ospiti            | Francesco Cavuoto | 2006              | 2006              | 13      | Alessandro Borghese | Roberto Ruspoli   | Chiara Tonelli               | Real Time |
| 3ª       | Cortesie per gli ospiti            | Francesco Cavuoto | 2007              | 2007              | 13      | Alessandro Borghese | Roberto Ruspoli   | Chiara Tonelli               | Real Time |
| 4ª       | Cortesie per gli ospiti            | Francesco Cavuoto | 2008              | 2008              | 12      | Alessandro Borghese | Roberto Ruspoli   | Chiara Tonelli               | Real Time |
| 5ª       | Cortesie per gli ospiti            | Francesco Cavuoto | 22 giugno 2009    | 24 agosto 2009    | 10      | Alessandro Borghese | Roberto Ruspoli   | Chiara Tonelli               | Real Time |
| 6ª       | Cortesie per gli ospiti - New York | Francesco Cavuoto | 1º novembre 2010  | 20 dicembre 2010  | 8       | Alessandro Borghese | Roberto Ruspoli   | Marina Sagona                | Real Time |
| 7ª       | Cortesie per gli ospiti            | Francesco Cavuoto | 12 settembre 2011 | 7 novembre 2011   | 9       | Alessandro Borghese | Roberto Ruspoli   | Chiara Tonelli               | Real Time |
| 8ª       | Cortesie per gli ospiti            | Francesco Cavuoto | 1º ottobre 2012   | 19 novembre 2012  | 8       | Alessandro Borghese | Riccardo Vannetti | Chiara Tonelli               | Real Time |
| 9ª       | Cortesie per gli ospiti            | Francesco Cavuoto | 8 ottobre 2018    | 30 novembre 2018  | 40      | Roberto Valbuzzi    | Csaba dalla Zorza | Diego Thomas                 | Real Time |
| 10ª      | Cortesie per gli ospiti            | Francesco Cavuoto | 8 aprile 2019     | 31 maggio 2019    | 40      | Roberto Valbuzzi    | Csaba dalla Zorza | Diego Thomas                 | Real Time |
| 11ª      | Cortesie per gli ospiti            | Francesco Cavuoto | 30 settembre 2019 | 6 novembre 2019   | 28      | Roberto Valbuzzi    | Csaba dalla Zorza | Diego Thomas                 | Real Time |
| 12ª      | Cortesie per gli ospiti            | Francesco Cavuoto | 17 febbraio 2020  | 25 settembre 2020 | 40      | Roberto Valbuzzi    | Csaba dalla Zorza | Diego Thomas                 | Real Time |
| 13ª      | Cortesie per gli ospiti            | Francesco Cavuoto | 23 novembre 2020  | 12 febbraio 2021  | 40      | Roberto Valbuzzi    | Csaba dalla Zorza | Diego Thomas                 | Real Time |
| 14ª      | Cortesie per gli ospiti            | Francesco Cavuoto | 29 marzo 2021     | 23 aprile 2021    | 20      | Roberto Valbuzzi    | Csaba dalla Zorza | Diego Thomas                 | Real Time |
| 15ª      | Cortesie per gli ospiti            | Francesco Cavuoto | 30 agosto 2021    | 22 ottobre 2021   | 40      | Roberto Valbuzzi    | Csaba dalla Zorza | Diego Thomas                 | Real Time |
| 16ª      | Cortesie per gli ospiti            | Francesco Cavuoto | 10 gennaio 2022   | 25 marzo 2022     | 40      | Roberto Valbuzzi    | Csaba dalla Zorza | Luca Calvani                 | Real Time |
| 17ª      | Cortesie per gli ospiti            | Francesco Cavuoto | 29 agosto 2022    | 23 settembre 2022 | 20      | Roberto Valbuzzi    | Csaba dalla Zorza | Luca Calvani                 | Real Time |
| 18ª      | Cortesie per gli ospiti            | Francesco Cavuoto | 26 settembre 2022 | 21 ottobre 2022   | 20      | Roberto Valbuzzi    | Csaba dalla Zorza | Luca Calvani                 | Real Time |
| 19ª      | Cortesie per gli ospiti            | Francesco Cavuoto | 24 ottobre 2022   | 3 febbraio 2023   | 30      | Roberto Valbuzzi    | Csaba dalla Zorza | Luca Calvani                 | Real Time |
| 20ª      | Cortesie per gli ospiti            | Francesco Cavuoto | 25 marzo 2024     | 17 maggio 2024    | 40      | Roberto Valbuzzi    | Csaba dalla Zorza | Tommaso Zorzi                | Real Time |
| 21ª      | Cortesie per gli ospiti            | Francesco Cavuoto | 4 novembre 2024   | 31 gennaio 2025   | 40      | Roberto Valbuzzi    | Csaba dalla Zorza | Tommaso Zorzi                | Real Time |

NB: dalla 20ª stagione, la categoria "Interior Design" viene sostituta con la categoria "Home Style".

## Spin-off

### Cortesie per gli ospiti New York
Cortesie per gli ospiti New York è la sesta stagione del programma. Può essere considerato una sorta di spin-off del programma, nel quale i tre protagonisti (eccezion fatta per Chiara Tonelli, che viene sostituita da Marina Sagona) mettono alla prova le abilità nell'accogliere gli ospiti di italiani stabilitisi nella "grande mela".

### Cortesie per gli ospiti B&B
Cortesie per gli ospiti B&B va in onda dall'11 al 20 novembre 2019 e si basa su una sfida tra Bed and breakfast. Giudici delle otto puntate sono Michela Andreozzi, attrice e regista romana, Lorenzo Biagiarelli, food blogger, e Max Viola, architetto e interior designer.
| Edizione | Messa in onda    | Messa in onda    | Episodi | Giudici             | Giudici            | Giudici   | Rete      |
| Edizione | Inizio           | Fine             | Episodi | Cibo                | Ospitalità del B&B | Location  | Rete      |
| -------- | ---------------- | ---------------- | ------- | ------------------- | ------------------ | --------- | --------- |
| 1ª       | 11 novembre 2019 | 20 novembre 2019 | 8       | Lorenzo Biagiarelli | Michela Andreozzi  | Max Viola | Real Time |

### Cortesie in famiglia
In questo spin-off di Cortesie per gli Ospiti, la gara resta la medesima e la differenza sta nei concorrenti: questa volta le due coppie in sfida sono legate da uno stretto grado di parentela. Giudici delle venti puntate sono la food blogger Chiara Maci, il wedding planner Enzo Miccio ed un terzo giudice ospite a sorpresa. Il giudice ospite è sempre stato uno fra Michela Andreozzi (attrice e regista), Barbara Foria (attrice comica) e Ciro Priello (web creator).
| Edizione | Messa in onda  | Messa in onda  | Episodi | Giudici     | Giudici                  | Giudici                 | Giudici                 | Rete      |
| Edizione | Inizio         | Fine           | Episodi | Cibo        | Location e Mise en place | Ospitalità e Cordialità | Ospitalità e Cordialità | Rete      |
| -------- | -------------- | -------------- | ------- | ----------- | ------------------------ | ----------------------- | ----------------------- | --------- |
| 1ª       | 26 aprile 2021 | 21 maggio 2021 | 20      | Chiara Maci | Enzo Miccio              | Michela Andreozzi       | Barbara Foria           | Real Time |
| 1ª       | 26 aprile 2021 | 21 maggio 2021 | 20      | Chiara Maci | Enzo Miccio              | Ciro Priello            |                         | Real Time |

### Cortesie per gli ospiti - Ristorante
Cortesie per gli ospiti - Ristorante si basa su una sfida tra ristoranti con meccanismi non troppo simili alla versione classica del programma. Giudici sono lo chef Roberto Valbuzzi e Ursula Seelenbacher, esperta in Public & Media Relations. In questa versione del programma, due coppie di concorrenti suggeriscono ai giudici il loro ristorante preferito. I quattro concorrenti e i due giudici partecipano ad un pranzo per giudicarne le qualità: Roberto Valbuzzi giudica le pietanze offerte, Ursula Seelenbacher vota l'accoglienza, la squadra avversaria voterà il piatto della casa (con una cifra che va da 1 a 5). La somma dei voti decreterà il miglior ristorante e la coppia vincitrice di puntata.
| Edizione | Messa in onda   | Messa in onda    | Episodi | Giudici          | Giudici                   | Rete      |
| Edizione | Inizio          | Fine             | Episodi | Cibo             | Ospitalità del ristorante | Rete      |
| -------- | --------------- | ---------------- | ------- | ---------------- | ------------------------- | --------- |
| 1ª       | 28 marzo 2022   | 22 aprile 2022   | 20      | Roberto Valbuzzi | Ursula Seelenbacher       | Real Time |
| 2ª       | 7 novembre 2022 | 18 novembre 2022 | 10      | Roberto Valbuzzi | Ursula Seelenbacher       | Real Time |